# J'aimerais tellement
 (срп. Волела бих) је дебитантски сингл француске кантауторке Џене Ли скинут са њеног дебитантског албума Vous remercier.